# Sambin
Sambin é uma comuna francesa na região administrativa do Centro, no departamento Loir-et-Cher. Estende-se por uma área de 20,62 km². Em 2010 a comuna tinha 936 habitantes (densidade: 45,4 hab./km²).